# 川原慶賀
川原 慶賀（かわはら けいが、天明6年（1786年） - 万延元年（1860年）以降）は、江戸時代後期の長崎の画家である。出島出入絵師として風俗画、肖像画に加え生物の詳細な写生図を描いた。諱（字とも）は種美、通称は登与助（とよすけ）。慶賀は号である。別号に聴月楼主人。後に田口姓を名乗る。息子の川原盧谷も父に学び、洋風画を描いた。

## 経歴

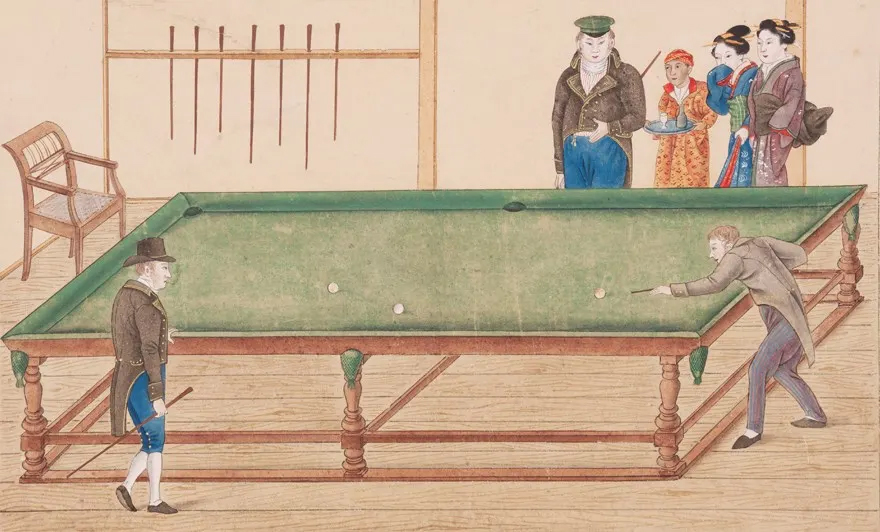
唐蘭館図・玉突き図

長崎の今下町（いましたまち、現・長崎市築町）に生まれる。父・川原香山も町絵師であった。
文化8年（1811年）頃、当時の長崎で絵師の第一人者として活躍していた石崎融思に師事し、頭角を現す。出島オランダ商館への出入りを許され、文化14年（1817年）、来日したブロムホフの家族肖像画などを描いたほか、長崎の風俗画や風景画、出島での商館員達の生活等を描いた。慶賀は異国の風俗と日本の浮世絵を融合させた独自の画面を創り出した。
文政6年（1823年）にシーボルトが商館付医師として来日した。慶賀は日本の動植物等を蒐集し始めたシーボルトの注文に応じ、『日本』という本の挿絵のために精細な動植物の写生図を描いた。文政8年（1825年）にはジャワ島バタヴィアからオランダ人の画家デ・フィレーネフェを招聘、彼から洋風画の画法を習得している。また、文政9年（1826年）のオランダ商館長の江戸参府にシーボルトに同行し道中の風景画、風俗画、人物画等も描いた。これらに使用された紙、顔料、支払われた給与などはオランダ政府から支給され絵図のほとんどはオランダへ発送された。
文政11年（1828年）のシーボルト事件に際しては多数の絵図を提供した慶賀も長崎奉行所で取り調べられ、叱責された。シーボルト追放後、シーボルトを慕う人々によって嗅ぎ煙草入れがシーボルトの元へ送られた。この嗅ぎ煙草入れの蓋には、慶賀が下絵を描いた楠本滝と楠本イネの肖像画が表裏に螺鈿細工で表されている（「シーボルト妻子像 螺鈿合子」）。その後もシーボルトの後任となったハインリヒ・ビュルゲルの指示を受け、同様の動植物画、写生図を描いた。
天保7年（1836年）、『慶賀写真草』という植物図譜を著す。天保13年（1842年）、オランダ商館員の依頼で描いた長崎港図の船に当時長崎警備に当たっていた鍋島氏（佐賀藩）と細川氏（熊本藩）の家紋を描き入れた。これが国家機密漏洩と見做されて再び捕えられ、江戸及び長崎所払いの処分を受けた。
弘化3年（1846年）に長崎に戻ったともいわれており、長崎を追放されていた慶賀は、長崎半島南端・野母崎地区の集落の1つである脇岬（現・長崎市脇岬町）に向かった。脇岬観音寺に残る天井絵150枚のうち5枚に慶賀の落款があり、50枚ほどは慶賀の作品ともいわれる。また、この頃から別姓「田口」を使い始めた。
その後の消息はほとんど不明で、正確な没年や墓も判っていない。ただし嘉永6年（1853年）に来航したプチャーチンの肖像画が残っていること、出島の日常風景を描いた唐蘭館図（とうらんかんず。出島蘭館絵巻とも）は開国後に描かれていること、慶賀の落款がある万延元年（1860年）作と推定される絵が残っていることなどから少なくとも75歳までは生きたとされている。一説には80歳まで生きていたといわれている（そうなると慶応元年（1865年）没となる）。

## 作品
- 「ブロムホフ家族図」 絹本着色 神戸市立博物館、長崎県立美術博物館、東京大学総合図書館所蔵
- 「長崎出島館内之図」 東京芸術大学所蔵
- 「唐館・蘭館絵巻」 絹本着色 長崎市立博物館所蔵
- 「蘭人酒宴図・蘭人絵画鑑賞図」 油彩 天保2年 フランスの画家ポアリーの石版画に学ぶ。
- 「シーボルト手術図（瀉血手術図）」 長崎県立美術博物館所蔵
- 「長崎野母崎町観音寺天井絵」 弘化3年
- 「夏目清談図」 絹本着色 弘化3年 長崎県立美術博物館所蔵
- 「永島きく像」 万延1年 「七十五翁 種美写」の落款

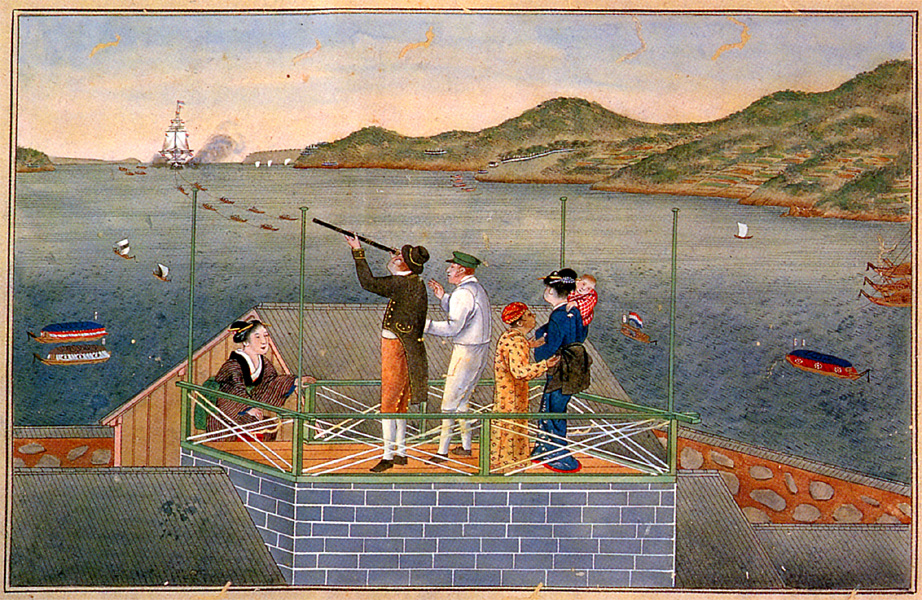
唐蘭館図・蘭船入港図

慶賀は伝統的な日本画法に西洋画法を取り入れていた。また、精細な動植物図についてはシーボルトの指導もあった。日本に現存する作品は約100点だが、オランダに送られヨーロッパ各地に分散した慶賀作の絵図は6000-7000点ともいわれている。また葛飾北斎を高く評価していたシーボルトの要請で、『北斎漫画』の風神雷神などの図像を数多く肉筆で模写している。
慶賀が描いた動植物図のほとんどはオランダに送られ、シーボルトらの著作である『日本動物誌』等の図として利用された。標本がなく、慶賀の写生図をもとに記載されたウミヒゴイ Parupeneus chrysopleuron（Temminck et Schlegel, 1844）などの例もある。これらはライデン国立自然史博物館に所蔵されているが、その精密な図は今猶生物学者の使用に耐える標本図となっている。
動植物図以外にも長崎をはじめ日本各地の風俗画、風景画、肖像画などが多数残されている。「唐蘭館図」（2巻 紙本着彩 各10図）は長崎歴史文化博物館所蔵で、国の重要美術品に認定されている。他に、「シーボルト肖像画」（同博物館蔵）、「出島図」(福岡市博物館蔵）などが代表作として挙げられる。

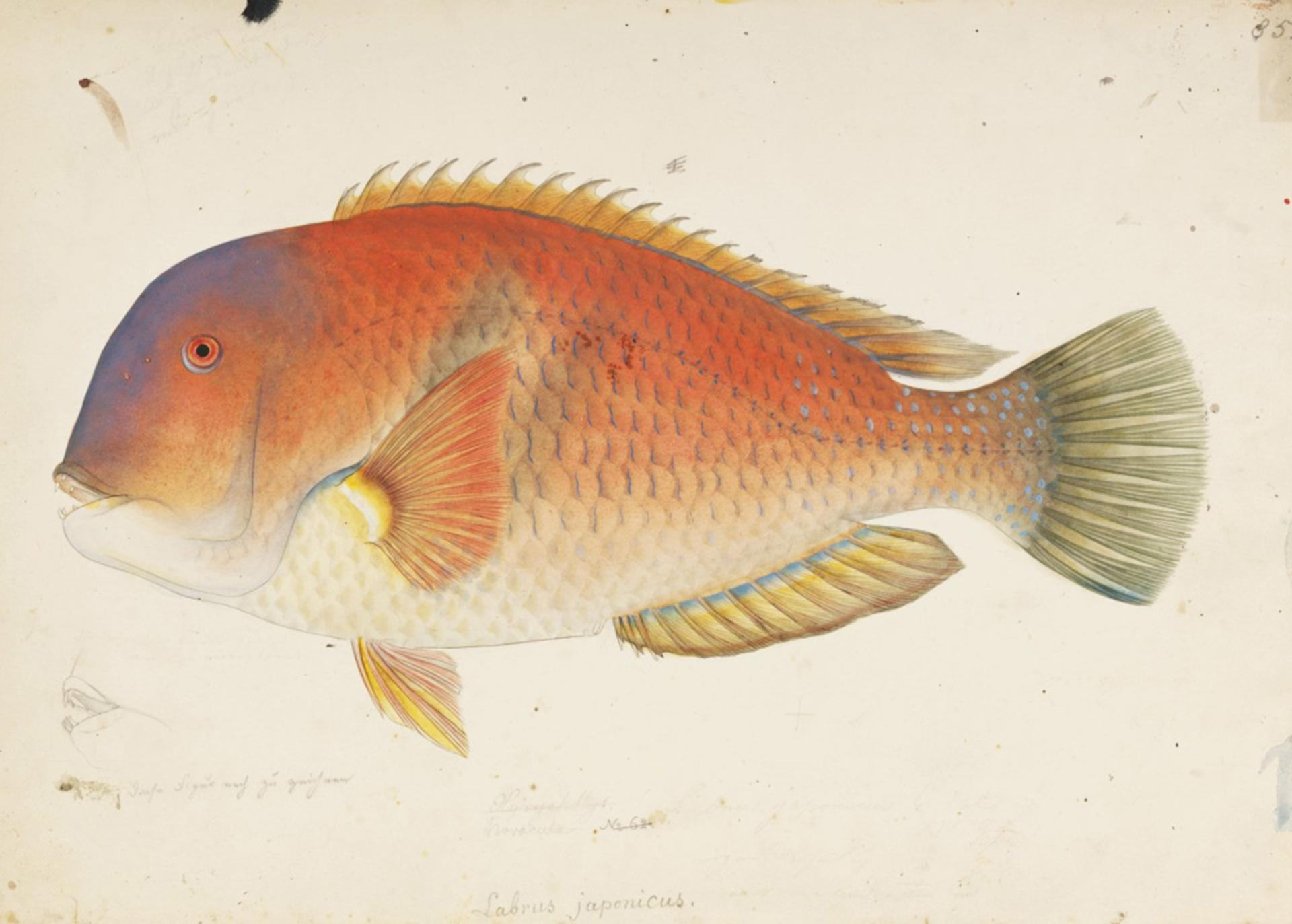
Choerodon azurio (Jordan and Snyder) - 川原慶賀
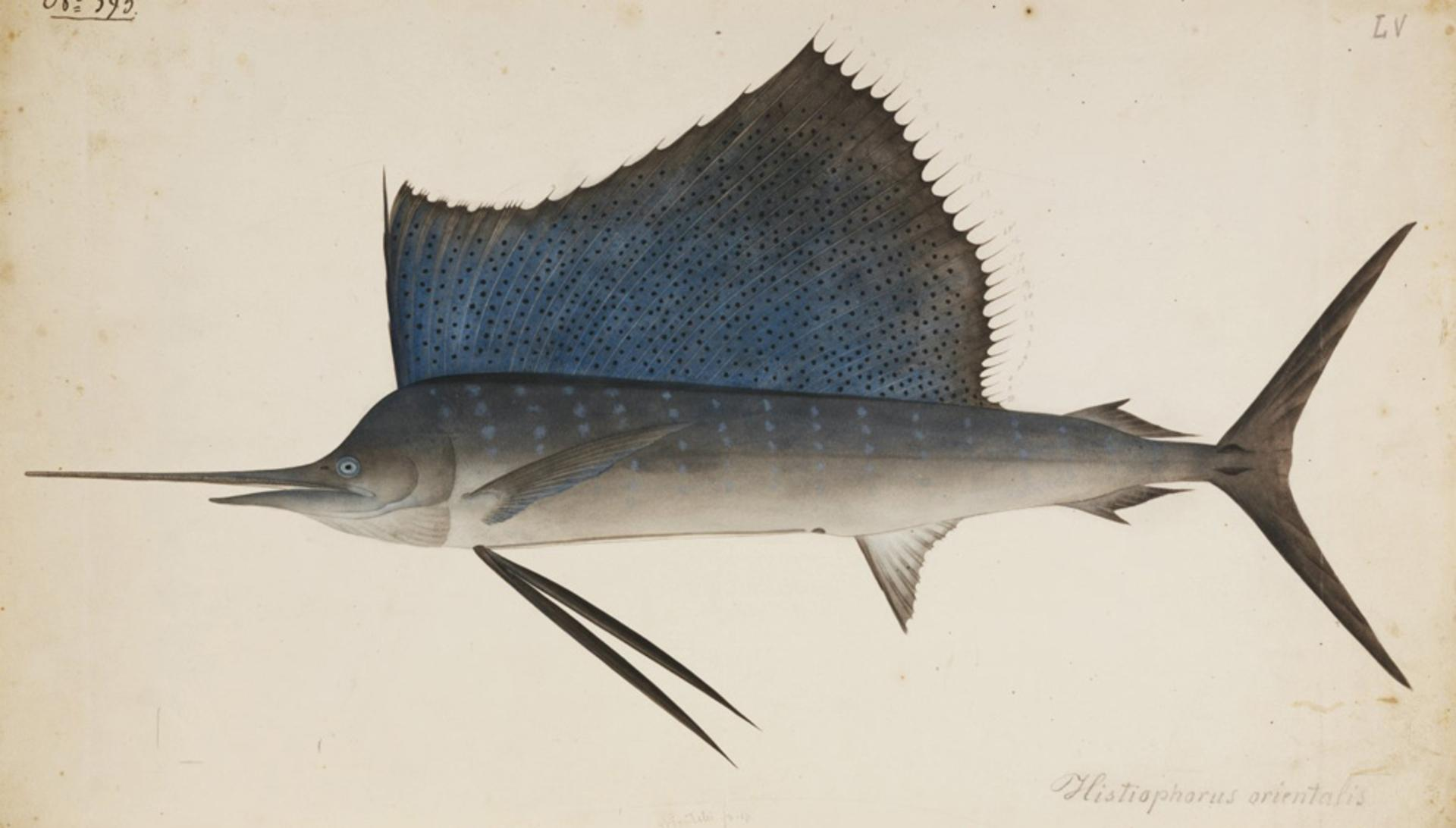
Istiophorus platypterus (Shaw and Nodder) - 川原慶賀
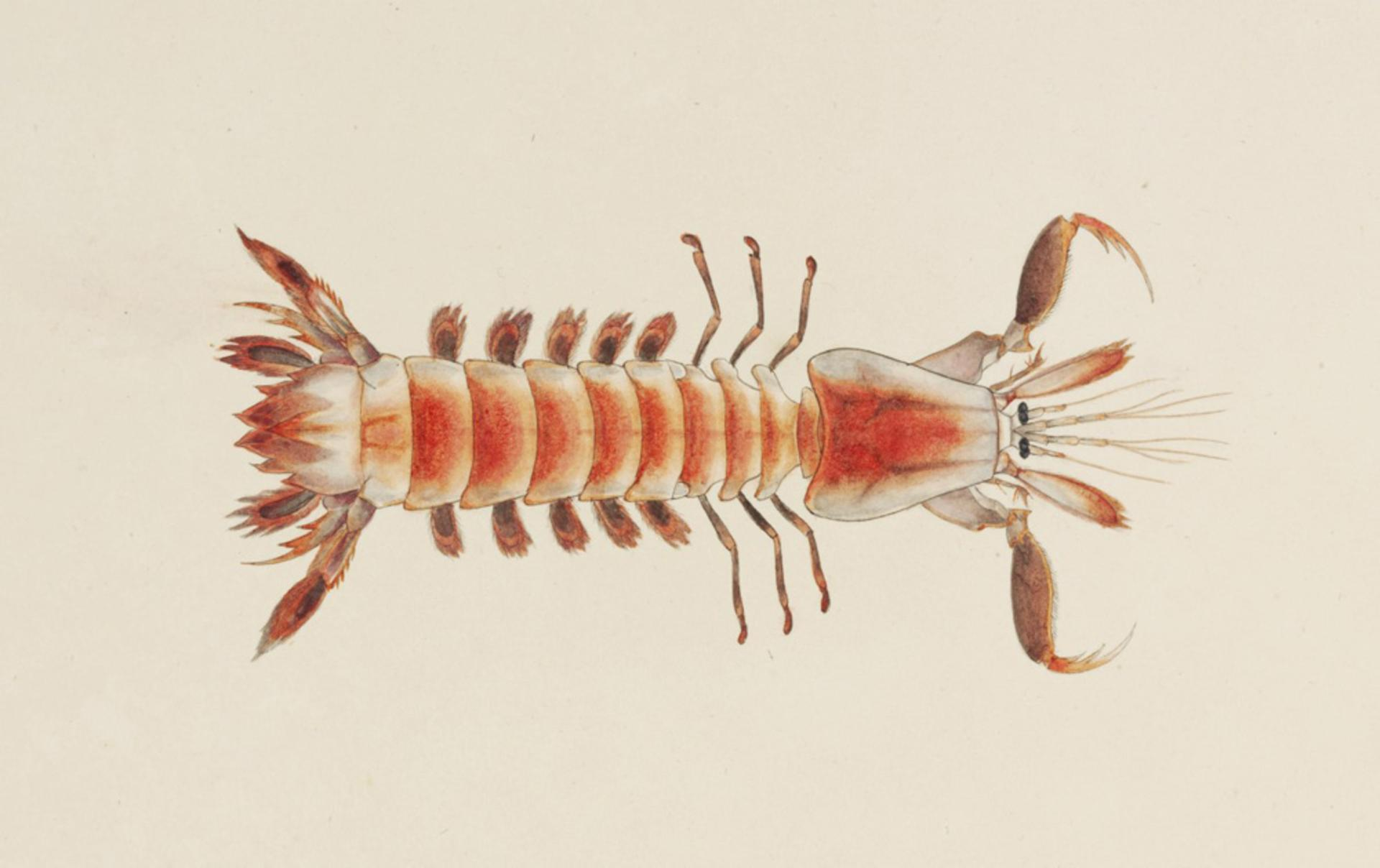
Parasquilla haani - 川原慶賀
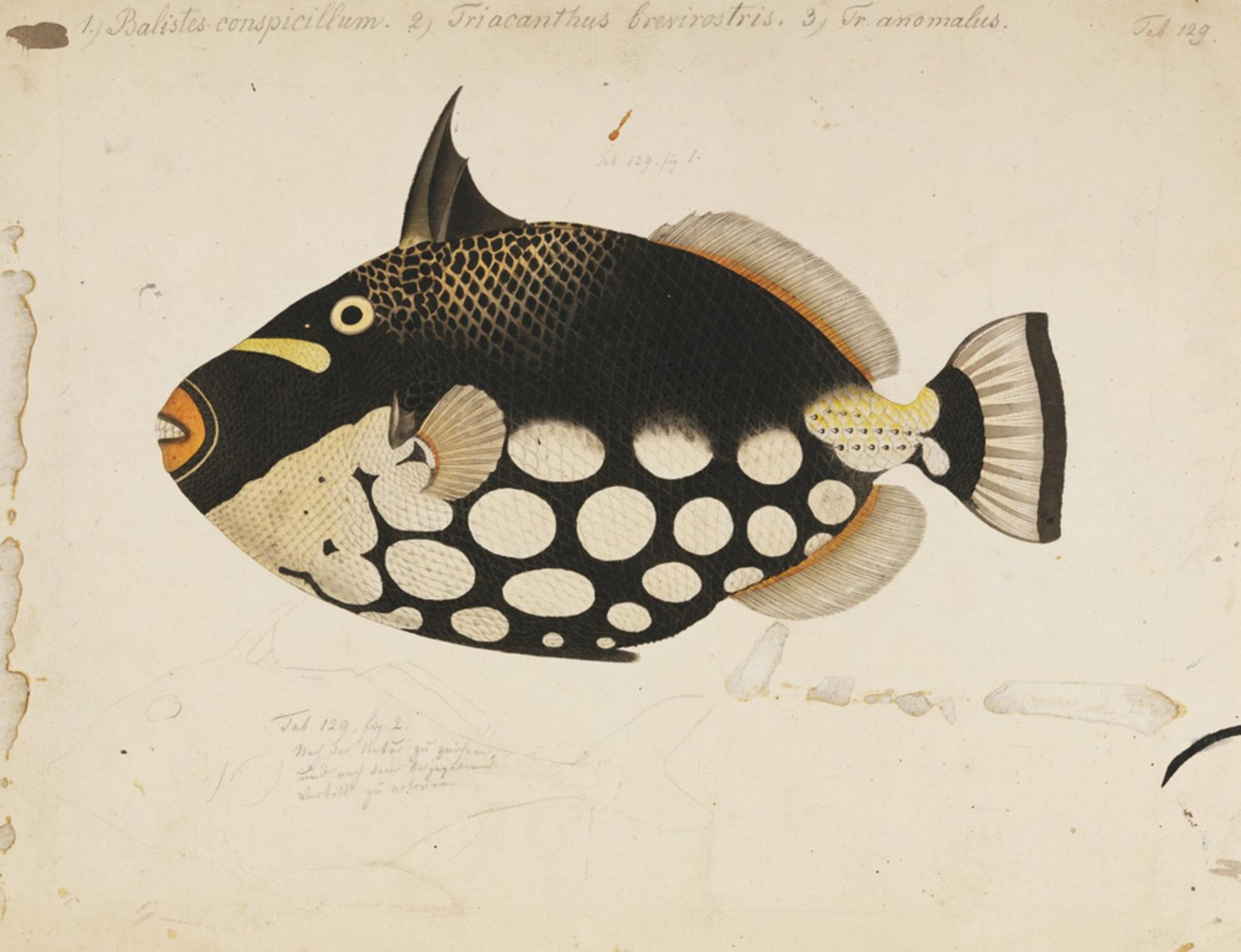
Balistes conspicillum Bloch and Schneider - 川原慶賀
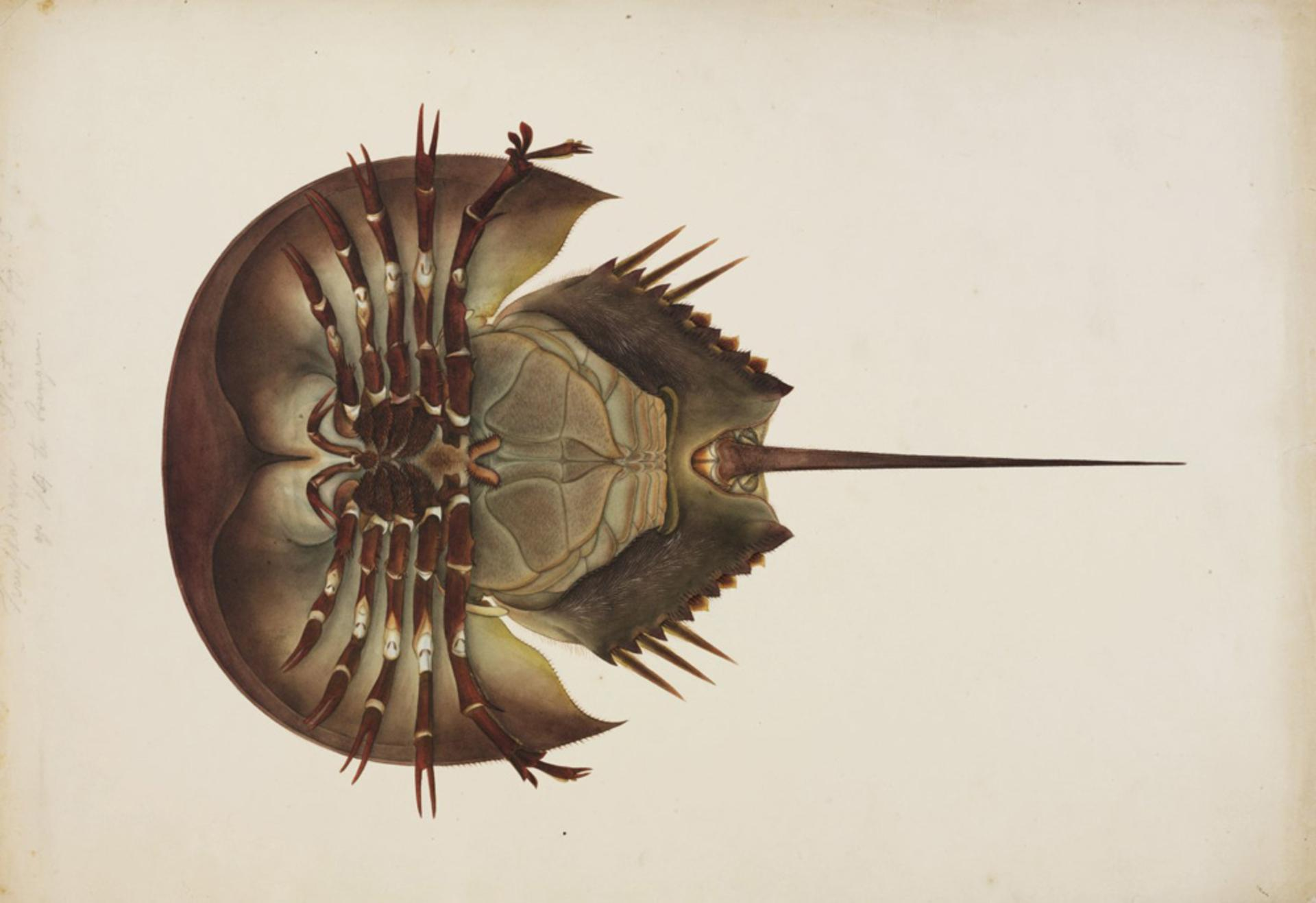
Tachypleus tridentatus - 川原慶賀
Vitis spp. - Canavalia gladiata - Zea mays - Citrullus lanatus - 川原慶賀
Canis lupus hodophilax - 川原慶賀
Dendrocopos major - 川原慶賀
Punica granatum - 川原慶賀
Avena fatua - 川原慶賀
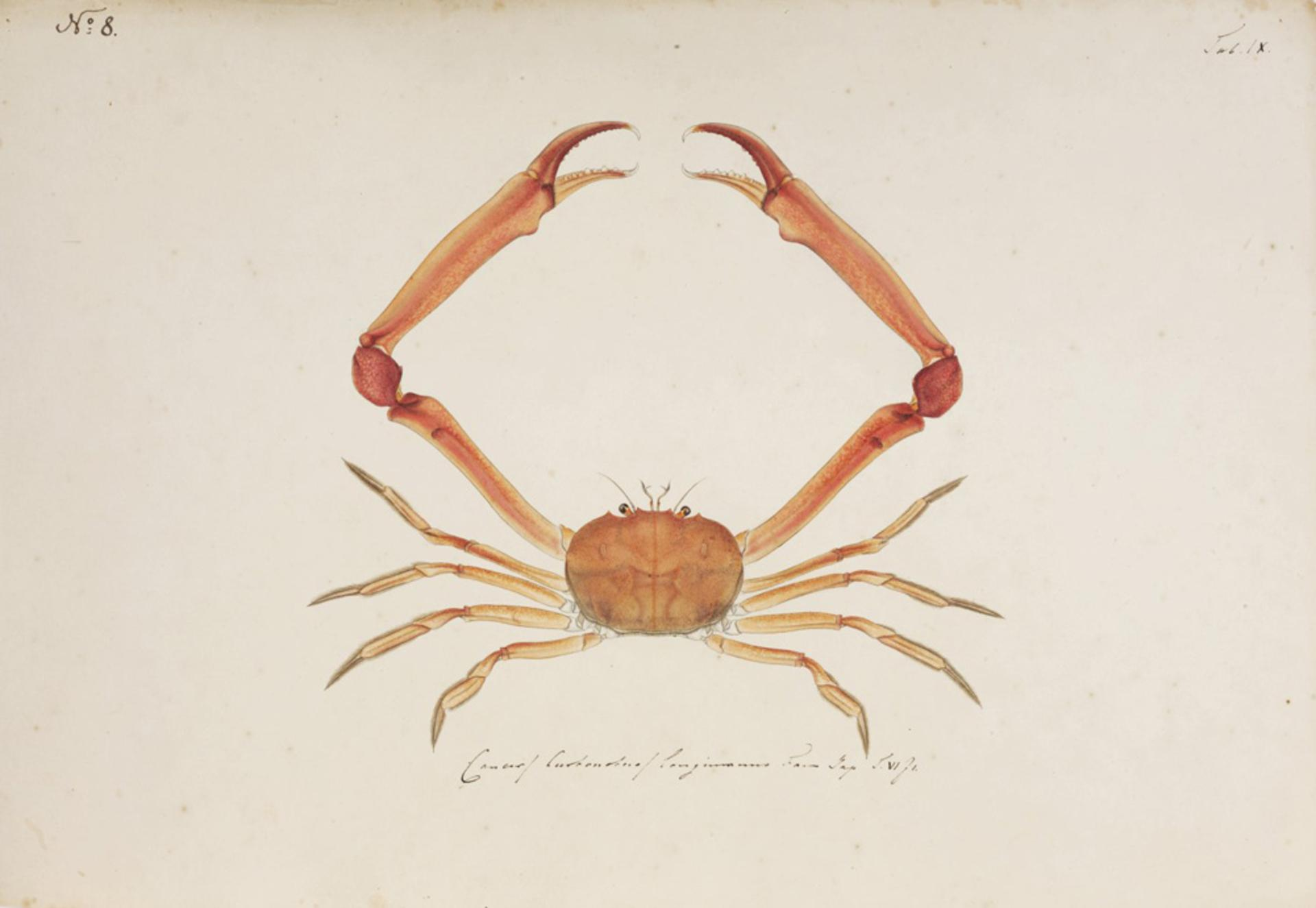
Carcinoplax longimana, 川原慶賀, 1823-1829.
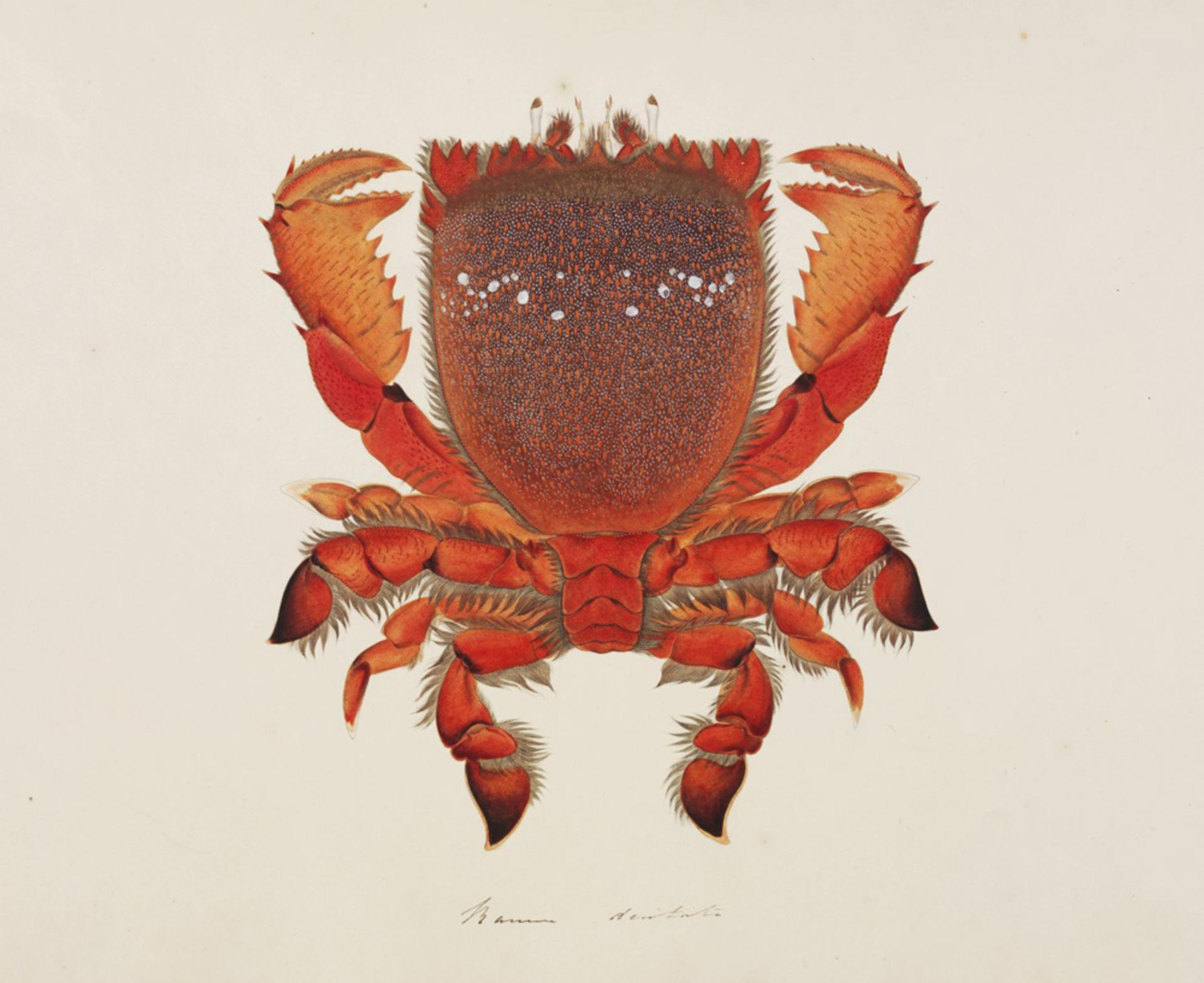
Ranina ranina - 川原慶賀

## 関連図書
- ねじめ正一『シーボルトの眼 出島絵師 川原慶賀』 集英社 ISBN 4-08-774693-3